# Uning Berawang Ramung
Uning Berawang Ramung is een bestuurslaag in het regentschap Aceh Tengah van de provincie Atjeh, Indonesië. Uning Berawang Ramung telt 294 inwoners (volkstelling 2010).